# Cardiopsilus
Cardiopsilus är ett släkte av steklar som beskrevs av Jean-Jacques Kieffer 1908. Cardiopsilus ingår i familjen hyllhornsteklar.
Släktet innehåller bara arten Cardiopsilus productus.